# Leo Gabriel (Philosoph)
Leo Gabriel (* 11. September 1902 in Wien; † 15. Februar 1987 ebenda) war ein österreichischer Professor für Philosophie.

## Leben und Werk
Leo Gabriel wurde 1902 in Wien geboren. Er maturierte in Graz und studierte in Innsbruck bei Alois Gatterer, SJ,  dann in Wien bei Heinrich Gomperz. Hier wurde sein Denken besonders durch die Begegnung mit Moritz Schlick angeregt. Im April 1929 trat Gabriel der KÖHV Nordgau Wien bei. Von 1932 bis 1948 war er als Gymnasiallehrer für Philosophie und Geschichte tätig, während der Zeit des Ständestaats auch im Volksheim Ottakring, wobei seine Rolle in dieser Institution heute zum Teil sehr kritisch gesehen wird. 1947 habilitierte er sich für Philosophie bei Alois Dempf und wurde Lehrbeauftragter an der Universität Wien, wo er 1950 außerordentlicher und 1951 ordentlicher Professor wurde. Entgegen einer anderslautenden Behauptung von Renate Lotz-Rimbach war er jedoch nicht Rektor dieser Universität: Die Autorin verwechselte ihn mit dem Theologen Johannes Gabriel. 1965 erschien sein Hauptwerk, die „Integrale Logik“. 
1968 war Leo Gabriel Präsident des XIV. Internationalen Kongresses für Philosophie, der in Wien abgehalten wurde. 1972 erfolgte die Emeritierung, 1973 fungierte er als Präsident des XV. Internationalen Kongresses für Philosophie in Warna. Diese beiden philosophischen Konferenzen waren bedeutende Orte des internationalen Dialogs zwischen West und Ost, welcher dann vom Universitätszentrum für Friedensforschung unter Rudolf Weiler fortgesetzt wurde. Nach dem Urteil einiger Reformkommunisten der Wendezeit spielte das ganzheitlich-logische Denken Leo Gabriels eine wichtige Rolle für das Aufkommen von Glasnost und Perestrojka sowie für die Wende in den Oststaaten. 1987 starb Leo Gabriel im 85. Lebensjahr in Wien.

## Nähe zum Faschismus
Leo Gabriel wird in teils sehr kritischer Betrachtung die Nähe zum erzkonservativen Katholizismus einerseits und zum Faschismus – speziell zum Austrofaschismus – andererseits zugeschrieben. Dies geschieht durchweg aufgrund seiner Veröffentlichungen und seines Wirkens, besonders im Ständestaat Österreichs zwischen 1933 und 1938, im Umfeld von Oswald Menghin. An die Universität Wien schrieb er sich mit den Angaben zur Muttersprache „deutsch“ und zur Volkszugehörigkeit ‘arisch’ ein.

## Leo Gabriel jun.
Sein Sohn, Leo Gabriel jun., gilt als Kenner Lateinamerikas, Linker, Journalist, Mitinitiator des Austrian Social Forum, der sich als Unterstützer der Palästinenser häufig kontrovers und kritisch zu den Themen Naher Osten, Palästina, Israel bekundet.

## Werke
- Nikolaus von Kues, Kardinal: Philosophisch-theologische Schriften (Hrsg.: Leo Gabriel, lat. u. dt.) WBG, Sonderausg., Darmstadt 2014. Übers. u. kommentiert von Dietlind u. Wilhelm Dupré, Bd. 1, Herder, Wien 1964; Bd. 2 1966, Bd. 3 1967.
- Existenzphilosophie. Kierkegaard, Heidegger, Jaspers, Sartre. Dialog der Positionen. Herold, Wien [u. a.] 1968.
- Philosophie in Österreich. Als Beitrag zum XIV. Internationalen Kongreß für Philosophie in Wien, 2. – 9. September 1968, [Hrsg.], Österr. Bundesverl. für Unterricht, Wissenschaft und Kunst, Wien 1968.
- Integrale Logik: die Wahrheit des Ganzen. Herder, Wien 1965
- Vom Sinn des Ganzen. Österr. Bundesverlag,  Wien 1962.
- Mensch und Welt in der Entscheidung. Herder, Wien 1961. (Spanisch: Hombre y mundo en la encrucijada, Madrid 1963.)
- Existenzphilosophie. Von Kierkegaard bis Sartre. Herold, Wien 1951.
- Logik der Weltanschauung. Pustet, Graz 1949.
- Vom Brahma zur Existenz. Herold, Wien 1949
- Der Gottesbegriff Plotins. Dissertation, Wien 1928.